# Fineo (tío de Andrómeda)

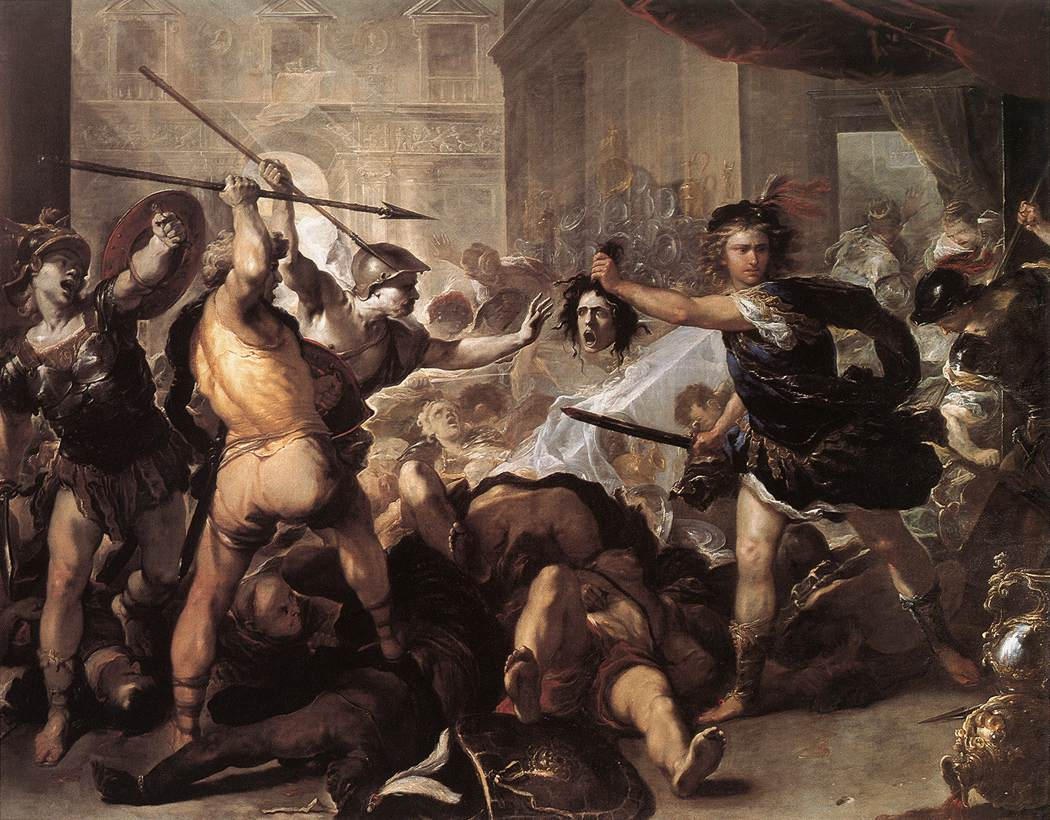
Perseo muestra a Fineo y a sus compañeros la cabeza de Medusa (pintura de Luca Giordano).

En la mitología griega, Fineo (Φινεύς / Phineús)  era hijo de Belo y hermano de Cefeo. Era tío de Andrómeda y estaba prometido con ella pero, después de que Perseo lograra liberar a la joven de un monstruo marino, se entabló un combate en el que Perseo utilizó la cabeza de Medusa para convertir en piedra tanto a Fineo como a sus compañeros.